# (816688) 2011 SC191
(816688) 2011 SC191 — це невеликий астероїд, який є троянцем Марса. Він обертається поблизу точки Лагранжа L5 точки Марса, яка розташована на відстані 60° позаду Марса на його орбіті навколо Сонця. Це означає, що цей астероїд стабільно перебуває в гравітаційному балансі з Марсом, слідуючи за планетою по її орбіті.

## Відкриття, орбіта та фізичні властивості
Астероїд (816688) 2011 SC191 вперше спостерігали 21 березня 2003 року в рамках проєкту Near-Earth Asteroid Tracking (NEAT) в Обсерваторії Паломар за допомогою телескопа Самуеля Ошина. Спочатку об'єкт отримав позначення 2003 GX20, але він був повторно відкритий 31 жовтня 2011 року під час огляду Маунт-Леммон. Орбіта астероїда має низький ексцентриситет (0,044), що свідчить про те, що його траєкторія майже кругла. Орбіта також має помірний нахил (18,7°), що означає, що він рухається під незначним кутом до площини орбіти інших планет. Велика піввісь орбіти становить 1,52 астрономічні одиниці (а. о.), що відповідає середній відстані між Сонцем і Марсом. Після відкриття астероїд був класифікований як об'єкт, орбіта якого перетинає орбіту Марса, що означає, що астероїд іноді може наближатися до цієї планети. На березень 2013 року орбіта астероїда була добре визначена завдяки 45 спостереженням, що охоплюють 3146 днів (близько 8,6 року). За абсолютною зоряною величиною (19,3) астрономи оцінюють його орієнтований діаметр в 600 метрів.

## Еволюція орбіти
Останні розрахунки показують, що астероїд (816688) 2011 SC191 є стабільним троянцем Марса. Це означає, що він перебуває на точці L5, розташованій на 60° позаду Марса в його орбіті. Тобто астероїд рухається разом із Марсом, утримуючи постійну позицію відносно нього. Лібраційний період цього астероїда (час, за який він повертається до свого початкового положення) становить 1300 років, а його амплітуда лібрації — 18°. Це означає, що його рух не є постійно стабільним, а має невеликі коливання навколо точки L5. Ці характеристики схожі на властивості іншого астероїда — 5261 Еврика.
Орбіта астероїда (816688) 2011 SC191 змінюється через коливання його ексцентриситету. Ексцентриситет показує, наскільки орбіта є еліптичною (а не круглою). Ці зміни орбіти відбуваються через секулярні резонанси із Землею — це довгострокові гравітаційні впливи Землі, які поступово змінюють траєкторію астероїда. Окрім цього, зміни нахилу орбіти астероїда зумовлені секулярними резонансами з Юпітером — гравітаційними взаємодіями з найбільшою планетою Сонячної системи, які також впливають на рух астероїда з часом.

## Походження
Довготривалі числові розрахунки показують, що орбіта астероїда (816688) 2011 SC191 є надзвичайно стабільною навіть на дуже тривалих часових проміжках — до 1 мільярда років. Як і в випадку з астероїдом Еврика, розрахунки, що охоплюють періоди в 4,5 мільярда років у минуле і майбутнє, свідчать про те, що (816688) 2011 SC191 може бути первісним об'єктом. Ймовірно, він є залишком від планетезималей — дрібних тіл, що утворювалися в ранній Сонячній системі, коли формувалися планети. Ці об'єкти, можливо, збереглися з часів, коли ще тільки виникали планети, зокрема в районі, де згодом утворилися кам'янисті планети, як Земля, Венера, Марс і Меркурій.